# Cublà dorsinegre
El cublà dorsinegre (Dryoscopus cubla) és un ocell de la família dels malaconòtids (Malaconotidae).

## Hàbitat i distribució
Habita boscos d'Angola, sud i sud-est de la República Democràtica del Congo, Ruanda, Burundi i centre i est de Kenya (excepte zones costaneres), cap al sud, a través de Tanzània, Malawi, Zàmbia, Zimbabwe i Moçambic fins al nord de Namíbia, nord i est de Botswana i sud i est de Sud-àfrica. Zones costaneres al sud de Somàlia, est de Kenya i est de Tanzània, incloent les illes de Zanzíbar i Mafia.